# Religião na Áustria

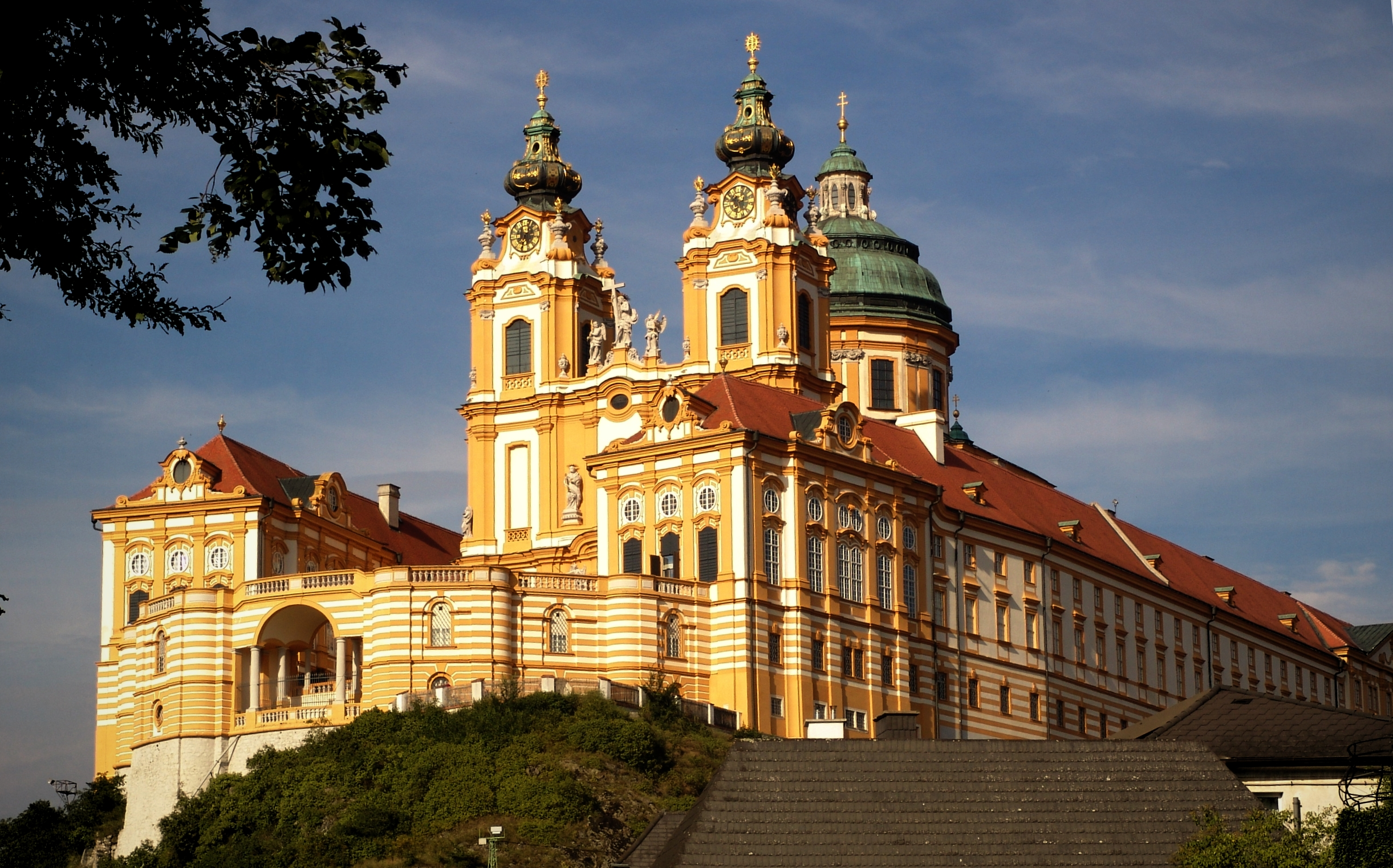
A Abadia de Melk

A religião na Áustria é composta predominantemente pelo Cristianismo católico. Segundo o último censo oficial de 2021, 55,2% da população do país era adepta desta denominação. Desde 2021, este número foi reduzido, dados do final de 2022 da Igreja Católica austríaca lista 4.733.174 membros ou 52,0% da população total da Áustria, e uma presença semanal na Igreja de 281.131 ou 3,1% da população total. O número de luteranos diminuiu de 3,8% em 2021 para 2,9% em 2022. A maior parte deles residem na província de Caríntia, no sul da Áustria. Enquanto isso, o número de muçulmanos está aumentando, com 8,3%. Há também comunidades menores de hinduístas, sikhs, budistas e judeus no país.
| Religiões na Áustria (2021) |             |           |       |         |
| Católica                    | Protestante | Muçulmana | Outra | Nenhuma |
| 55,2%                       | 3,8%        | 8,3%      | 10,3% | 22,4%   |

## História
Áustria foi fortemente afetada pela Reforma Protestante, ao ponto da maioria da população ter se convertido ao Protestantismo. A posição proeminente dos Habsburgos na Contra-Reforma, entretanto, fez com que o protestantismo fosse quase dizimado, restaurando o Catolicismo como a religião dominante mais uma vez. A significante população judaica (cerca de 200 000 em 1938), residindo principalmente em Viena, foi reduzida a somente alguns mil através da emigração em massa em 1938 (mais de dois terços da população judaica emigrou de 1938 a 1941), e o Holocausto que se seguiu durante regime nazista. Imigração em anos mais recentes, primariamente da Turquia e da antiga Iugoslávia, levou a um aumento no número de muçulmanos e cristãos ortodoxos sérvios.